# Équipe de France de rugby à XV en 1962
L'équipe de France de rugby à XV, en 1962, dispute quatre matchs lors du tournoi des Cinq Nations, puis un match face à l'Italie. Elle finit l'année par un match face à la Roumanie.

## Le Tournoi des cinq Nations
voir Tournoi des cinq nations 1962 et La France dans le tournoi des cinq nations 1962
L'équipe de France de rugby à XV remporte le Tournoi des cinq nations 1962 avec trois victoires et une défaite (face au pays de Galles).
C'est le sixième titre (le quatrième consécutif) pour le XV de France.
Pierre Albaladejo est le meilleur marqueur français du tournoi avec 14 points  et Michel Crauste a marqué le plus grand nombre d'essais: quatre dont trois contre les Anglais.

### Les test-matchs
Après trois victoires dans le tournoi, elle s'impose difficilement face aux Italiens. Le rendez-vous de novembre contre les Roumains tourne à l'avantage de ces derniers.

## Tableau des matchs
| Date             | Lieu                | Adversaire | Score  | Type                     | Équipe |
| 13 janvier 1962  | Murrayfield         | Écosse     | V 3-11 | Tournoi des cinq nations | Louis Casaux - Henri Rancoule, Jean Piqué, Jacques Bouquet, Jean Dupuy - (o) Pierre Albaladejo - (m) Pierre Lacroix (cap) - Roger Gensane, Henri Romero, Michel Crauste - Bernard Momméjat, Jean-Pierre Saux - Alfred Roques, Jean de Grégorio, Amédée Domenech -1 Essai (Rancoule) - 1 Transformation (Albaladejo) - 2 Pénalités (Albaladejo) |
| 24 février 1962  | Colombes            | Angleterre | V 13-0 | Tournoi des cinq nations | Claude Lacaze - Henri Rancoule, André Boniface, Jacques Bouquet, Jean Dupuy - (o) Pierre Albaladejo - (m) Pierre Lacroix (cap) - Roger Gensane, Henri Romero, Michel Crauste - Bernard Momméjat, Jean-Pierre Saux - Amédée Domenech, Jean de Grégorio, Alfred Roques - 3 Essais (Crauste) - 2 Transformations (Albaladejo)                     |
| 24 mars 1962     | Cardiff             | Galles     | D 3-0  | Tournoi des cinq nations | Claude Lacaze - Henri Rancoule, André Boniface, Jacques Bouquet, Jean Dupuy - (o) Pierre Albaladejo - (m) Pierre Lacroix (cap) - Roger Gensane, Henri Romero, Michel Crauste - Bernard Momméjat, Jean-Pierre Saux - Amédée Domenech, Jean de Grégorio, Alfred Roques                                                                           |
| 14 avril 1962    | Colombes            | Irlande    | V 11-0 | Tournoi 5 Nations        | Claude Lacaze - Henri Rancoule, André Boniface, Jacques Bouquet, Jean Dupuy - (o) Pierre Albaladejo - (m) Pierre Lacroix (cap) - Roger Gensane, Henri Romero, Michel Crauste - Bernard Momméjat, Jean-Pierre Saux - Alfred Roques, Jean Laudouar, Amédée Domenech -3 Essais (Lacaze, Momméjat, Crauste) - 1 Transformation (Albaladejo) -      |
| 22 avril 1962    | Brescia (Italie)    | Italie     | V 3-6  | Test match               | Claude Lacaze - Henri Rancoule, André Boniface, Jean Piqué, Jean Dupuy - (o) Serge Plantey - (m) Claude Laborde - Roger Gensane, Henri Romero, Michel Crauste (cap) - Bernard Momméjat, Jean-Pierre Saux - Alfred Roques, Jacques Rollet, Amédée Domenech - 1 Essai (Saux) - 1 Pénalité (Lacaze) -                                             |
| 11 novembre 1962 | Bucarest (Roumanie) | Roumanie   | D 3-0  | Test match               | Jean-Pierre Razat - Michel Arino, Guy Boniface, André Boniface, Claude Laborde - (o) Guy Camberabero - (m) Pierre Lacroix (cap) - Roger Gensane, Henri Romero, Michel Crauste - Bernard Momméjat, Maurice Lira - Francis Mas, Jean Laudouar, Amédée Domenech                                                                                   |